# Gazella arabica
Gazella arabica — вид газелей з Аравійського півострова. У дикій природі налічується приблизно 5000–7000 статевозрілих особин.

## Морфологічна характеристика
Довжина тіла арабської газелі становить 120—160 см. Вага окремих тварин становить від 20 до 23 кілограмів. Посередині обличчя у них є темна смуга з двома білими або жовтими облямівками, яка проходить посередині чола та носа. Збоку на голові є товста біла смуга, яка проходить від рота до очей. Вуха, живіт і внутрішня частина ніг білі. Спина, шия, решта голови і ноги буруваті.

## Поширення
Вид зустрічається в степах, пустелях і напівпустелях Саудівської Аравії, Ірану, Оману та Ємену.

## Спосіб життя
Тривалість життя від 10 до 15 років. Вони харчуються в основному травами роду Cyperus, але в їх раціон також входять насіння, ягоди, горіхи та інші фрукти. Цей вид веде денний спосіб життя, живе стадами і пересувається по ландшафту в пошуках їжі. Ця газель уникає найгіршої спеки опівдні. Протягом цього часу вона зазвичай відпочиває в тіні кущів або подібного. Через колір хутра їх важко відрізнити від пустельної середовища в стані спокою. Вони дуже пильні тварини і, коли їм загрожують хижаки, зазвичай тікають на висоту. Тварини демонструють свою фізичну форму, стрибаючи у висоту тощо.
Парування відбувається в північній частині їх ареалу з серпня по жовтень і в південній частині з жовтня по грудень. Претенденти демонструють свою силу, голосно блеячи і стукаючи рогами, іноді обламуючи їх. З самками спаровуються тільки переможці рангових боїв. Після періоду вагітності 5–6 місяців народжується єдине, повністю розвинене теля. Цим опікується одна мати. Є дуже висока смертність молодняка в перший рік життя.
Цей вид знаходиться під загрозою зникнення через надмірне полювання та знищення середовища його існування. МСОП вносить аравійську газель до категорії зникаючих. Передбачається, що загальна чисельність виду становить менше 10 000 особин.